# Артемия
Артемиите (Artemia salina) са вид хрилоноги от семейство Artemiidae.
Таксонът е описан за пръв път от Карл Линей през 1758 година.

## Подвидове
- Artemia salina bivalens
- Artemia salina partenogenetica
- Artemia salina sessuata
- Artemia salina univalens